# Plzeňsko-březenská dráha
Plzeňsko-březenská dráha (německý oficiální název k.k. privilegierte Eisenbahn Pilsen–Priesen(–Komotau), zkratka EPPK) byla privátní železniční společnost v Rakousko-Uhersku, která provozovala dopravu na tratích mezi Duchcovem, Mostem, Březnem u Chomutova, Plzní a hraničním přechodem v Železné Rudě.

## Historie
Autorem myšlenky na železniční spojení uhelného revíru mezi Ústím nad Labem a Chomutovem s tehdy již rozvíjejícím se průmyslem v Plzni a dále i s jeho exportem do Bavorska byl teplický právník Franz Stradal, který již stál u zrodu Ústecko-teplické dráhy a Duchcovsko-podmokelské dráhy. Tento záměr zaujal šlechtické konsorcium v čele s knížetem Richardem Meternich-Wineburgem, majitelem plaského panství, jež se stalo koncesionářem pro stavbu tratě z Plzně do Března u Chomutova s odbočkami do Mostu a Duchcova. Koncese byla udělena 21. dubna 1870.
Na začátku června 1871 začala stavební firma Vojtěcha Lanny se stavbou, ta však byla poškozena katastrofálními povodněmi na jaře příštího roku, které zcela zničily sedm kilometrů trati a dalších osm vážně poškodily. Povodně též ukázaly nestabilitu území, po kterém měla trať vést, což si vyžádalo dokonce změnu původní trasy a firma na této komplikaci ztratila tři miliony zlatých, a to vedlo k zadlužení podniku, nicméně stavba pokračovala dál.
Další neštěstí firmu postihlo v polovině roku 1873, kdy došlo ke krachu na vídeňské burze, který odstartoval celosvětovou hospodářskou krizi nesmírných rozměrů. V této tíživé situaci ale stát vybídl firmu, aby dostála podmínek udělené koncese a pokračovala ve stavbě z Plzně dál ke státním hranicím v Železné Rudě. Stavba této náročné horské tratě firmu zcela finančně vyčerpala a vyžádala si dokonce dvojí státní finanční injekci, za kterou byla vláda kritizována v parlamentu. Celá trať byla dokončena v roce 1877.
V roce 1879 byl zastaven provoz v úseku Žabokliky – Březno u Chomutova, který byl o tři roky později snesen. Vlaky mezi Plzní a Chomutovem jsou od té doby vedeny přes Žatec.
Ze své špatné ekonomické situace se firma již nedostala a byla zestátněna v roce 1884.
| Lokomotivy Plzeňsko-březenské dráhy | Lokomotivy Plzeňsko-březenské dráhy | Lokomotivy Plzeňsko-březenské dráhy | Lokomotivy Plzeňsko-březenské dráhy | Lokomotivy Plzeňsko-březenské dráhy | Lokomotivy Plzeňsko-březenské dráhy | Lokomotivy Plzeňsko-březenské dráhy | Lokomotivy Plzeňsko-březenské dráhy | Lokomotivy Plzeňsko-březenské dráhy |
| ----------------------------------- | ----------------------------------- | ----------------------------------- | ----------------------------------- | ----------------------------------- | ----------------------------------- | ----------------------------------- | ----------------------------------- | ----------------------------------- |
| číslo EPPK                          | Počet                               | Výrobce                             | Rok výroby                          | Uspořádání pojezdu                  | číslo kkStB                         | číslo ČSD                           | Obrázek                             |                                     |
| 1–6                                 | 6                                   | Sigl                                | 1872–1873                           | 1B-n2                               | 13.01–06, 20.12–16                  | –                                   |                                     |                                     |
| 7–12                                | 6                                   | Sigl                                | 1876                                | 1B-n2                               | 20.01–06                            | –                                   |                                     |                                     |
| 21–34                               | 14                                  | Sigl                                | 1871/72                             | C-n2                                | 36.01–14                            | 312.801                             |                                     |                                     |
| 35–38                               | 4                                   | Floridsdorf                         | 1876                                | C-n2                                | 36.15–18, 39.01–04                  | 322.0                               |                                     |                                     |
| 51–58                               | 8                                   | Floridsdorf, Wiener Neustadt        | 1876/1881                           | D-n2                                | 71.01–08                            | 401.101–106                         |                                     |                                     |